# 灵魂战车2：复仇时刻
是一部於2011年上映的美國超級英雄電影，改編自漫威漫畫的反英雄幽靈車神，為2007年上映的電影《惡靈戰警》的续集。並由马克·耐沃尔代和布萊恩·泰勒執導。本片於2011年12月11日上映了一晚，2012年2月17日以2D和3D形式廣泛公映。

## 剧情
強尼·布雷茲被正义天使扎萨罗斯附体，但正義天使暴躁乖戾，容易失控，遇到坏人就要吸取或燃燒他们的灵魂，正因如此，強尼欲加地想擺脫這種力量。修道會成員莫羅向強尼提出交易，護送丹尼到神殿以避免恶魔夺取他的灵魂，作為交換則是驱除強尼身上的诅咒。丹尼是魔鬼罗尔科與娜迪亞的儿子，罗尔科为了把自己的魔力植入儿子体内，派了凱利根為首的一夥人追踪逃跑途中的母子两。途中丹尼被抓走，沿途尋找丹尼的時候，強尼體內的力量也隨之爆發。中間被凱利根重傷，隨後，正当娜迪亞與丹尼俩被困在采石场时，變身後的強尼即時趕到，以神擋殺神佛擋殺佛之姿，压制住了凱利根一夥。死去的凱利根被魔鬼罗尔科賜予腐化之力，命令他再去把丹尼找回来。同時，戰勝的強尼等人前往神殿，路途上強尼與丹尼漸漸培養出類似父子的情誼。
到神殿後，莫罗履行协议把強尼体内的扎萨罗斯驱赶了出来。但正当他做法时，神殿的牧师试图杀死丹尼——他认为丹尼就是恶魔。但还没等他们行动，卡里根就到了。卡里根把丹尼带去见了罗尔科，罗尔科逼迫丹尼参与一个仪式，想使他变成一个彻头彻尾的恶魔。
期間，莫羅與凱利根對峙時戰死。而強尼试图阻止这个仪式，说服丹尼弃恶从善。在最后一战中，为了打败恶魔，丹尼用了他的力量把扎萨罗斯再次植入強尼体内。这次扎萨罗斯变成了正义的化身，打败了恶魔，把其拉回地獄。

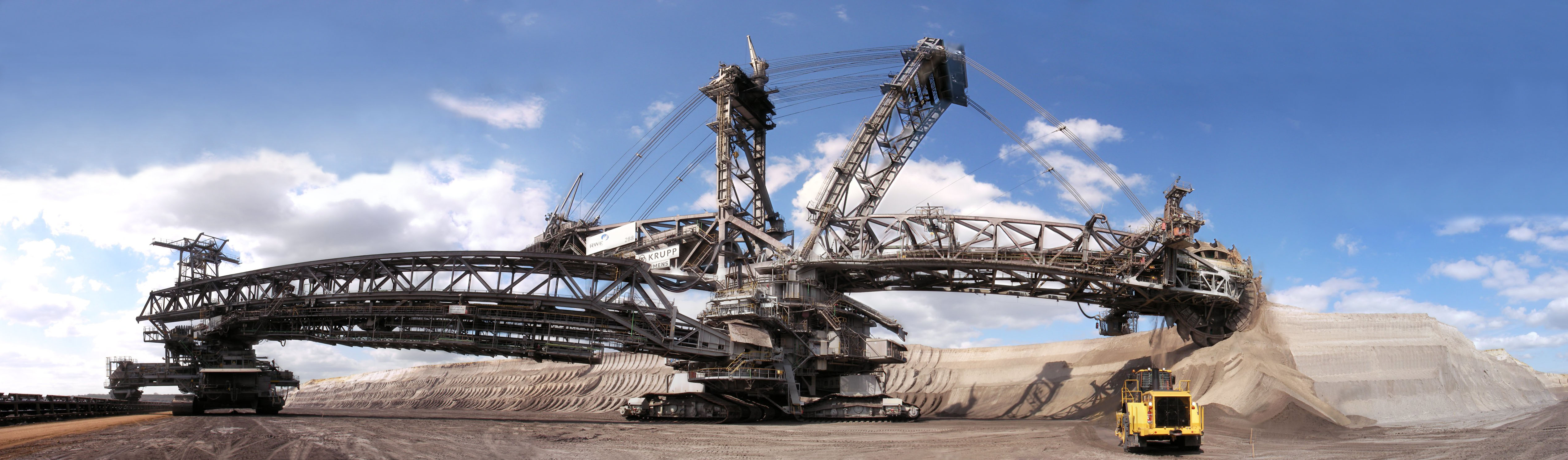
在影片中的骑士采用了专用车：巴格尔288，世界上最大的陆地车辆。

## 演员
| 演員                                  | 角色                                                | 備註 |
| 尼可拉斯·凱吉 Nicolas Cage            | 「惡靈戰警」強尼·布雷瑟 「Ghost Rider」Johnny Blaze | 特技摩托車界的傳奇車手，人稱「爆火強尼」。                                                                |
| 強尼·威特沃斯 Johnny Whitworth        | 「闇蝕」雷·凱利根 「Blackout」Ray Carrigan          | 軍火商、毒販、傭兵。 洛克給了瀕死的他新的力量－「腐蝕之力」來自黑暗。 最後被重獲新生的惡靈戰警所打敗。    |
| 薇奧蘭特·普拉西多 Violante Placido    | 娜迪亞 Nadya                                        | 丹尼的母親，與凱利根有過一段情。                                                                          |
| 希朗·漢德 Ciaran Hinds                | 「惡魔」羅爾科 「The Devil」Roarke                  | 本片大反派。丹尼的父親 透過儀式將能力傳給丹尼，殊不知丹尼卻將他所得到的能力轉送給強尼。                   |
| 艾德里斯·艾巴 Idris Elba              | 莫羅 Moreau                                         | 法國籍黑人，急尋丹尼。                                                                                    |
| 佛古斯·里奧登 Fergus Riordan          | 丹尼 Danny                                          | 娜迪亞的兒子。「惡魔」羅爾科尋找的孩子。 此集並沒有提到是否跟第二任惡靈戰警丹尼·凱奇（Danny Ketch）有關。 |
| 克里斯多福·蘭伯特 Christopher Lambert | 修道士 Methodius                                    | 全身紋滿經文、咒文的修道士。                                                                              |

## 發行

### 评价
在爛番茄上，本電影基於111個專業評價僅17%低鮮度，觀眾亦給出平均僅32%低分數。而Metacritic上20个评价的平均分为32。

### 票房
美国首周末收获2211万美元，名列第三位。